# Marius Müller-Westernhagen
Marius Müller-Westernhagen (Düsseldorf, 1948. december 6. –) német zenész, színész.

## Élete
Autodidakta módon tanult gitározni az 1960-as években, majd klasszikus énektanulmányokat folytatott. Az évtized végén a Harakiri Whoom elnevezésű zenekarával már helyi ismertségre tett szert szülővárosában.
Első lemezszerződését 1974-ben írta alá a Warner Music kiadónál, első lemeze (Das erste Mal) pedig 1975 elején jelent meg.
Ezzel párhuzamosan színészként is tevékenykedett, édesapja nyomdokain haladva, aki szintén színész volt. Az ifjabb Westernhagen leghíresebb szerepét az 1980-ban megjelent Theo gegen den Rest der Welt című német mozifilmben kapta, amely az egyik legsikeresebb német alkotás a világháború után. 1987-ig több mint két tucat alkotásban szerepelt, ezt követően azonban már csak a zenére koncentrált.
Két további, kevéssé sikeres nagylemez után az 1978-as Mit Pfefferminz bin ich Dein Prinz című lemez hozta meg neki a széles körű ismertséget, amelyet máig több mint 1,5 millió példányban adtak el.
Szövegei gyakran provokatívak: a Dicke című szám például a kövér emberekről szól gúnyos formában, a Grüß mir die Genossen pedig a Vörös Hadsereg Frakció elnevezésű szervezet terroristái körül kialakult hisztériát tematizálja.

## Albumok
- 1975: Das erste Mal
- 1976: Bittersüß
- 1977: Ganz allein krieg ich's nicht hin
- 1978: Mit Pfefferminz bin ich dein Prinz
- 1980: Sekt oder Selters
- 1981: Stinker
- 1982: Das Herz eines Boxers
- 1983: Geiler is' schon
- 1984: Die Sonne so rot
- 1985: Laß uns leben – 13 Balladen
- 1986: Lausige Zeiten
- 1987: Westernhagen
- 1989: Halleluja
- 1990: Live
- 1992: Jaja
- 1994: Affentheater
- 1996: Keine Zeit
- 1998: Radio Maria
- 2000: So weit ... – Best of
- 2002: In den Wahnsinn
- 2005: Nahaufnahme
- 2009: Williamsburg
- 2014: Alphatier